# Домбчевський Роман Йосифович
Роман Йосифович Домбчевський (25 травня 1884, с. Верхній Ясенів, тепер Верховинська селищна громада, Івано-Франківська область — 1952, Одеса)  — український правник, активіст Союзу визволення України, сотник Української Галицької армії, секретар посольства Української Народної Республіки у Чехії в (1921–1922) роках, фаховий захисник прав української мови, публіцист.

## Життєпис

Старшини 1-го полку «Сірожупанної» дивізії перед виїздом з табору Фрайштадт (12 лютого 1918). Перший ряд зліва направо сидять: Роман Домбчевський, Петро Ганжа, Йосип Охримович. Стоять: крайній ліворуч генерал-суддя Павлюх, крайній праворуч Ярослав Окуневський

### Ранні роки
Народився 25 травня 1884 року в селі Верхній Ясенів на Гуцульщині (тепер Івано-Франківська область). Батько Йосиф Домбчевський — греко-католицький священик, мати Варвара — також з священичої родини.
Вступив на юридичний факультет Львівського університетуде його викладачами були: Олександр Огоновський, Маврикій Алергант, Олександр Долівський, Марцелій Хлямтач, Станіслав Шаховський, Пшемислав Домбковський, Юліан Макаревич, Станіслав Дністрянський, а поза програмою відвідував лекції Михайла Грушевського. Закінчив навчання 1908 року.  

### На праці і службі
Поселився в містечку Миколаєві неподалік Львова, організував юридичну канцелярію, часто безкоштовно надавав послуги бідним місцевим селянам-українцям. 
У серпні 1914 року закриває свою контору і вирушає на фронт. В окопах зближується з активістами політичної організації Союз визволення України (СВУ), головною метою якого було проголошення самостійності та соборності України. 
СВУ направляє Романа Домбчевського на мобілізацію українських військовополонених з російської армії у таборах Австро-Угорщини та Німеччини. Працював найбільше в австрійському місті Франштадт, працює в редакції газети «Розваги», висвітлює на сторінках видання правові і просвітницькі теми. Цими зусиллями СВУ організував так звану Сіру (від кольору однострою) дивізію.
Після створення ЗУНР стає сотником УГА.
У 1921-1922 році працює секретарем в посольстві УНР в Празі. 

### Фах і творчість
У кінці 1922 року повертається до Миколаєва, відновлює колишню юридичну канцелярію, знову займається юриспруденцією. 1926-го переїздить до Стрия, де організовує юридичну практику, доволі часто виступає зі статтями в місцевій газеті «Стрийська думка» та іншій пресі, юридичних часописах на теми права, моралі. З-під його пера виходять публіцистичні твори на злобу дня.
Ім'я адвоката Романа Домбчевського в Стрию пов'язують з організацією музейної справи. Саме він у 1930-ті підготував статут краєзнавчого музею «Верховина». Зайнявся публічною пропагандою ідей збереження старожитностей, публікуючи статті про це в місцевій та обласній пресі. Тема для нього була надзвичайно близька й зрозуміла, бо родом він був з Гуцульщини, з самої Верховини. Писав різноманітні звернення, відозви громадськості до органів влади з метою створення в місті нового культурного центру зі збереження спадщини віків. В цьому йому активно допомагала дружина Ірена. Разом із гуртківцями вона поставила виставу про життя людей у горах.
Особливе значення в спадщині юриста Домбчевського займали статті на захист рідної української мови, виступав за законодавче закріплення права національної мови в суді.
Від липня 1928 р. до червня 1939-го, у Львові видався професійний правничий часопис утвореної тут Спілки Українських Адвокатів (СУА) «Життя і право». За цей час вийшло 44 числа. Єдиним незмінним членом редколегії журналу за всю його історію був Роман Домбчевський. Він же ж був одним із головних авторів статуту СУА.

      
Роман Домбчевський писав: 
Існує непорушне право рідної мови нації: у школі, уряді і загалом у публічному житті, це перше право людини, народу і нації, що бореться за свою ідентичність. Воно перевиховує своє громадянство на членів новочасної нації, що мусить мати глибоке і непохитне відчуття свого етнічного походження, володіння правом рідної мови, цим знанням воно презентує свій xapaктep національного існування і самостійності, честі та поваги…
Як результат, з-під пера юриста Домбчевського виходить книжка «За право мови». Це доступною мовою викладене дослідження про роль і значення національної мови, ролі адвоката — справжнього українського речника прав мови нації у судових процесах. Автор, зокрема, зазначає: «Факт, що національна адвокатура має по закону привілей бути речником прав національної мови, створювати фахове положення того суспільного стану серед нації й накладає на нього особливі обов'язки з утвердження етнічного засобу спілкування в процесі».
Є твердження, що ця оригінальна, автентична праця з'явилася вже в кінці двадцятих років 20-го століття, коли Польща в Галичині затято викорінювала українську мову. Однак не важко в дисертаціях, дослідженнях науковців і тієї, і навіть зрідка нинішньої пори, записаної по традиції, знайти посилання на її друковані версії 1934, 1935 і 1936 років. Вона, через її актуальність, злободенність, високий фаховий рівень неодноразово перевидавалася і в Львові, і навіть у Варшаві.
Після окупації Галичини Радянською армією у 1939 році його заарештовують та засуджують до восьми років ув'язнення, яке відбув Північній Колимі. Після ув'язнення Р. Домбчевському суворо заборонялося повертатися в Галичину, займатися юридичною практикою, писати статті, будь-де публікуватися. Він поселився в Одесі, трудився вантажником у порту, слюсарем, постійно знаходився під невсипним наглядом комуністичних спецслужб.
Помер Роман Йосифович Домбчевський у неймовірній духовній та матеріальній скруті в Одесі 1952 року.

## Сім'я
1911 року Роман Домбчевський узяв шлюб з Іреною (Іриною) Рибчак (06.02.1886 р. н.), яка походила з родини греко-католицького священика з містечка Бучач (нині Тернопільська область). Батько її служив духівником УГА. Пані Ірена стала громадською активісткою, зайнялася журналістикою. Вона — фундатор бібліотеки товариства «Просвіти» у західному містечку Миколаїв, комплектувала яку власним коштом. Під її проводом споруджено і будинок «Просвіти», де Ірина/Ірена Домбчевська, організувавши перший у містечку драматичний гурток, поставила на сцені п'єсу поетеси-гуцулки Марії Підгір'янки (справжнє прізвище — Ленерт) «У чужому пір'ї». У Стрию (1928—1932 рр.) очолювала місцеву організацію Союзу Українок. Починаючи з тридцятих років активно друкувалася в журналах «Жінка», «Жіноча доля», «Кооперативна родина», «Кооперативна республіка». Організовувала у Львові жіночі гуртки та кооперативи. З-під її пера вийшло і опубліковано в виданнях «Нова хата», «Діло» ряд блискучих нарисів. Особливо високим художнім рівнем відзначається спомин «Три стрічі. Пам'яті Олекси Новаківського» (журнал «Жінка», 1935 р. ч.11)
У Романа й Ірени Домбчевських народилося двоє дівчаток — Христина та Стефанія. Молодша померла від тифу. 1939 року, коли Львівщину окупувала Червона армія, передчуваючи загрозу життю сім'ї від комуністів, Ірена з малолітньою Христиною зуміла пробратися на територію, загарбану нацистами, звідки виїхали до США. Усе життя, аж до смерті 5.8.1964 року, пані Ірена розшукувала чоловіка, але так нічого і не змогла дізнатися про його долю за «залізною завісою» у СРСР. Роман Домбчевський повсякчас мешкав одинаком, не заючи, чи живими залишилися його рідні, постійно мріючи про зустріч із дружиною та дочкою, долі яких йому теж були невідомі.

## Пам'ять
1984 року в США українська громада Нью-Йорку провела вечір пам'яті львівського юриста і публіциста, споборника української мови на своїй Батьківщині Романа Домбчевського. Про це розповіла найстаріша україномовна газета «Свобода», яка безперервно видається за океаном з 1893 року. Автор невеличкої публікації про цю подію Іван Кедрин згадав, що йому в далекі довоєнні часи довелося зустрічатися, задушевно бесідувати з відомим адвокатом у Віденській кав'ярні Львова: «Д-р Р. Домбчевський — високий, статний, лисий, але з чорною бородою, справляв одразу враження радше ученого, а ніж адвоката… Судячи з розмови це була людина простолінійна і чесна… Людина високої товариської та громадянської культури». Ще «Свобода» зазначала, що на врочистостях була присутня дочка львівського адвоката, яку мати вивезла з України, — Христина Навроцька, заступник голови Союзу Українок Америки. У 1970-ті до одного з своїх ювілеїв, Спілка Українок Америки видала книгу Романа Домбчевського «За права мови». Так дочка Христина Навроцька продовжила справу свого батька юриста Романа Домбчевського з популяризації української мови.